# 辛宾
辛宾（？—318年1月19日到2月16日之间），陇西郡狄道县（今甘肃省定西市临洮县）人，西晋官员，辛勉的族弟。

## 生平
辛宾在晋愍帝司马邺时期担任尚书郎，后来晋愍帝被汉赵俘虏到晋阳。麟嘉二年（317年）十二月，刘聪在光极殿大宴群臣，命令晋愍帝行酒洗酒杯，不久刘聪又去上厕所，命令晋愍帝拿着马桶盖，在座晋朝大臣很多人失声哭泣，辛宾起身抱住晋愍帝大哭，刘聪说：“之前杀了庾珉，看来还不足以引以为戒。”于是将辛宾拉出，将他斩首处死。